# Hot Tamale Baby
Albums de Marcia Ball
Soulful Dress
(1984) Gatorhythms
(1989)
Hot Tamale Baby un album de blues de la chanteuse et pianiste américaine Marcia Ball, sorti en 1985 sous le label Rounder Records.
Hot Tamale Baby est le premier titre de la face B de l'album Boogie 'n' Zydeco de Clifton Chenier, sorti en 1977.

## Liste des titres
|       | Face A                      |                                            |      |
| A1.   | Never Like This Before      | Isaac Hayes, Booker T. Jones, David Porter | 2:55 |
| A2.   | I’m Gonna Forget About You  | O. V. Wright                               | 2:54 |
| A3.   | Love’s Spell                | Marcia Ball                                | 3:59 |
| A4.   | I Don't Know                | Gene Barge, Laura Lee                      | 2:17 |
| A5.   | Hot Tamale Baby             | Clifton Chenier                            | 3:06 |
|       | Face B                      |                                            |      |
| B1.   | That’s Enough of That Stuff | Marcia Ball                                | 4:27 |
| B2.   | Don’t You Know I Love You   | Alvin Tyler                                | 2:06 |
| B3.   | Another Man’s Woman         | Marlin Greene, George Jackson, Dan Penn    | 4:20 |
| B4.   | If I Ever Needed Love       | Jimmy Oliver                               | 3:41 |
| B5.   | Uh-Uh Baby                  | Henry Glover, Rose Marie McCoy             | 2:16 |
| 32:01 |                             |                                            |      |

## Crédits
| - The Marcia Ball Band : - Marcia Ball : piano, chant - David Murray : guitare - Don Bennett : basse - Doyle Bramhall : batterie, voix d'harmonie - Craig Wroten : piano (solo), orgue - Bill "Foots" Samuel : saxophones (alto, ténor, baryton) - Alvin "Red" Tyler : saxophone ténor (solo) - Terry Tullos : trompette - Ernie Gautreau : trombone à pistons - Elaine Foster, Lisa Foster, Sharon Foster : chœurs | - Production : Scott Billington assisté de Jeff Hannusch - Mastering : Tom Coyne - Mixage : Gragg Lunsford - Mixage (assistants) : Mike Costello, Rob Feaster, Rob Jaczko - Enregistrement : David Farrell - Enregistrement (assistant) : Bobby Sellers - Arrangements (vents) : Bill Samuel - Artwork : Gordon Fowler - Design : Scott Billington - Photographie : Lee Crum, Randal Alhadeff - Livret d'album : Almost Slim, Jeff Hannusch |